# Општина Гаванешти (Олт)
Гаванешти (рум. Găvăneşti) општина је у Румунији у округу Олт.
Oпштина се налази на надморској висини од 138 m.

## Становништво

### Хронологија
| Година       | 2004 | 2005 | 2006 | 2007 | 2008 | 2009 | 2010 | 2011 | 2012 | 2013 | 2014 | 2015 | 2016 | 2017 |
| ------------ | ---- | ---- | ---- | ---- | ---- | ---- | ---- | ---- | ---- | ---- | ---- | ---- | ---- | ---- |
| Становништво | 1829 | 1881 | 1894 | 1916 | 1918 | 1918 | 1903 | 1917 | 1915 | 1928 | 1907 | 1914 | 1914 | 1904 |